# Das Herz ist ein dunkler Wald
Das Herz ist ein dunkler Wald ist ein Filmdrama von Nicolette Krebitz mit Nina Hoss in der Hauptrolle. Krebitz führte Regie, schrieb das Drehbuch, arbeitete mit Sara Schilde am Schnitt und wählte auch die Musik aus. Produzent war Tom Tykwer. Stilistisch ist das Werk eine „Mischung aus Berliner-Schule-Realismus, Theaterprobe und märchenhaft Surrealem“. Gezeigt wird die Krise einer Familie. Laut Krebitz, Mutter eines vierjährigen Sohnes, erleben viele junge Frauen beruflichen Erfolg, aber sobald sie mit dreißig Kinder bekommen, müsse einer der beiden Partner zu Hause bleiben und sich für lange Zeit zurücknehmen.

## Handlung
Der Film erzählt aus der Sicht von Marie, einer verheirateten Frau mit zwei Kindern, die eines Tages durch Zufall entdeckt, dass ihr Mann Thomas, ein Musiker, ganz in der Nähe noch eine zweite Familie mit Anna, einer ihrer früheren Freundinnen, hat. Die Handlung verfolgt, wie Marie versucht, mit dieser Entdeckung fertigzuwerden, wie sie sich mit Hilfe alter Cassetten und Videos an die positiven Seiten ihrer Beziehung erinnert, wie sie gedemütigt wird und ihr immer mehr der Boden unter den Füßen entgleitet, sie ihren Mann auf ein Konzert verfolgt und sich nicht mehr in der Realität zurechtfindet. In Rückblenden ihrer Beziehung, die durch kurze Auftritte auf einer Theaterbühne dargestellt sind, werden Anhaltspunkte für das Entstehen der Situation angeboten, in teils surrealen Szenen gezeigt, wie Marie sich immer stärker ihren Mitmenschen, sogar Gegenständen gegenüber entfremdet. Der radikale Schluss ist nur hörbar, aber eindeutig. Er zeigt Maries Lösung, die auf das klassische Thema der Medea-Geschichte verweist. Daneben sind Motive von Arthur Schnitzler erkennbar, insbesondere aus der Traumnovelle.

## Kritik
Die Kritiken fielen sehr unterschiedlich aus. In der Welt hielt Oliver Koerner von Gustorf den Film für „packendes, kluges, zeitgemäßes Kino“. „Mit Gespür für Dialoge und unterschwellige Situationskomik“ inszeniere Nicolette Krebitz „ein durch und durch deutsches Trauerspiel“. Laut Cinema-Kritiker Ralf Blau inszeniert Krebitz einfallsreich und sensibel und stellt die moderne Familie präzise dar. Dabei treibe sie ein „raffiniertes Spiel“ mit Verweisen auf Religion und Mythologie. Ulrich Kriest vom film-dienst erkannte Themen rund um moderne Beziehungen, zu denen stelle der Film „einige ziemlich unangenehme Fragen.“
Josef Schnelle vom Deutschlandfunk urteilte: „Nina Hoss spielt diese Rolle mit verstörender Konsequenz und die Story treibt auf ein Ende zu, das man nur befürchten kann. Ein harter Film aus dem düsteren Inneren der Konsequenz. Einen derart radikalen Film hat das deutsche Kino lange nicht hervorgebracht. Aber er ist immer glaubwürdig, stets beeindruckend und von großer Eindringlichkeit. Zwischen den Jahren versteckt, kann man einen der wirklich großen deutschen Filme des Jahres entdecken und eine Regisseurin von Rang.“ Rüdiger Suchsland lobte auf Artechock: „Ein bitterer, dabei schöner Film über den Kampf der Geschlechter, eine Untersuchung über das deutsche Lumpenbürgertum und seine leicht ranzige Moral, und die Dekonstruktion all der schönen Ideen von ‚neuer Mütterlichkeit‘ und des ‚Popkram‘, der die Literatur und den Journalismus des letzten Jahrzehnts […] dominiert hat.“
Mehrfach bemängelt wurde der schwere „entschiedene Kunstwille“, ein belastender Kunstanspruch, oder „Wörter und Bilder, die immerzu und immer noch etwas bedeuten wollen“. Ihr Schicksal scheine der Hauptfigur eher aufgezwungen, als aus ihr heraus gewachsen, stellte Martina Knoben, epd Film, fest. „[M]it seinem konstruierten Plot, dem Pathos und der Traumatmosphäre“ gehe Krebitz ein sympathisches Wagnis ein. Leider sei die Geschichte vorhersehbar und bleibe im Theatralischen stecken. Nach Jan Schulz-Ojala vom Tagesspiegel geht der Film rasch unter. Aus der interessanten Ausgangssituation mache Krebitz nichts: „Sie interessiert sich weder für Ursachen noch für Konflikte, sondern bloß für das stillbrüllende Trauma Maries“.
Während Nina Hoss lobende Erwähnungen fand, und teils die „durchweg hervorragend agierenden Schauspieler“ geschätzt wurden, wurden die Besetzung kleiner Nebenrollen mit prominenten Schauspielern als prätentiös beanstandet.
Die Deutsche Film- und Medienbewertung FBW in Wiesbaden verlieh dem Film das Prädikat wertvoll.

## Hintergrund
Die Produktion entstand in Zusammenarbeit mit dem NDR. Kinostart in Deutschland war der 27. Dezember 2007. Die erste öffentliche Aufführung fand am 27. Oktober 2007 auf den Filmtagen in Hof statt, die Premieren am 18. Dezember 2007 in den zeise kinos in Hamburg und am 19. Dezember im Berliner Kino International.
Am 11. Februar 2008 bekamen Nicolette Krebitz (für die Regie) und Bella Halben (für die Kamera) den Spezialpreis der deutschen Filmkritik 2007 für Das Herz ist ein dunkler Wald vom Verband der deutschen Filmkritik (VdFk) verliehen. In der Begründung hieß es: „Unglaublich originell, virtuos und dabei souverän in ihren Mitteln öffnen Krebitz und Halben die Türen in ein anderes Kinoreich, und beweisen filmischen Möglichkeitssinn. Zwischen Surrealität, dunkler Romantik und hell-kühlem Realismus besticht diese Arbeit durch ihre stilistische Spannbreite und den souveränen Umgang mit filmgeschichtlichen Referenzen.“

## Kritikenspiegel
Positiv
- Cinema Nr. 1/2008, S. 57, von Ralf Blau: Das Herz ist ein dunkler Wald
- Die Welt, 27. Dezember 2007, von Oliver Koerner Von Gustorf: Die nackte Nina Hoss schreitet zur Rachetat

Gemischt
- film-dienst Nr. 26/2007, S. 34, von Ulrich Kriest: Das Herz ist ein dunkler Wald

Eher negativ
- epd Film Nr. 1/2008, S. 51, von Martina Knoben: Das Herz ist ein dunkler Wald

Negativ
- Der Tagesspiegel, 27. Dezember 2007, von Jan Schulz-Ojala: Nach der Party